# Местечкин, Григорий Абрамович
Григо́рий Абра́мович Месте́чкин (30 июня 1929—2005) — украинский советский драматург и журналист, краевед, искусствовед. Заслуженный работник культуры Украины.
Занимался журналистикой с 1947 года, окончил отделение журналистики Киевского университета (1952). Автор статей и текстов для газет и радио, с 1956 года писал сценарии для телевидения, с 1967 — для кинематографа. В 1974 году становится чл. Гильдии кинодраматургов Союза кинематографистов УССР. Автор двадцати документальных и научно-популярных кинолент, составляющих ныне золотой фонд национального украинского кинематографа.

## Фильмография
- 1967 — Каменная живопись — сценарист
- 1968 — Сотвори своё солнце — сценарист
- 1972 — Круг — сценарист
- 1974 — Ляда — сценарист
- 1975 — Художник Александр Саенко
- 1988 — Нарисуй свой цветок — сценарист